# Boronia westringioides
Boronia westringioides är en vinruteväxtart som beskrevs av Paul G. Wilson. Boronia westringioides ingår i släktet Boronia och familjen vinruteväxter. Inga underarter finns listade i Catalogue of Life.